# Hilsenheim
Hilsenheim är en kommun i departementet Bas-Rhin i regionen Grand Est (tidigare regionen Alsace) i nordöstra Frankrike. Kommunen ligger i kantonen Marckolsheim som tillhör arrondissementet Sélestat-Erstein. År 2022 hade Hilsenheim 2 615 invånare.

## Befolkningsutveckling
Antalet invånare i kommunen Hilsenheim
| Referens: INSEE |